# Diagrama de Linus Pauling

Diagrama de Linus Pauling.

El diagrama de Pauling es un diagrama realizado por el químico estadounidense Linus Carl Pauling para ayudar en la distribución de los electrones en los subniveles de la electrosfera.

## Subniveles
Los subniveles se designan por letras: s (sharp = afilado), p (principal), d (difuso), f (fundamental), g, h, i, siendo estos 3 últimos ausentes en el diagrama convencional, porque aunque  existen en teoría, no hay átomo que tenga espacio para tantos electrones, y entonces no son necesarios el uso de estos subniveles.
- La capa K se compone del subnivel s.
- La capa L se compone de los subniveles s, p.
- La capa M se compone de los subniveles s, p, d.
- La capa N se compone de los subniveles s, p, d, f.
- La capa O se compone de los subniveles s, p, d, f, g.
- La capa P se compone de los subniveles s, p, d, f, g, h.
- La capa Q consiste en la subniveles s, p, d, f, g, h, i.

Los subniveles soportan un máximo de:
- s - 2 electrones.
- p -  6 electrones.
- d - 10 electrones.
- f - 14 electrones.
- g - 18 electrones.
- h - 22 electrones.
- i - 26 electrones.

Correspondería a:
- K 1s2
- L 2s2 2p6
- M 3s2 3p6 3d10
- N 4s2 4p6 4d10 4f14
- O 5s2 5p6 5d10 5f14 5g18
- P 6s2 6p6 6d10 6f14 6g18 6h22
- Q 7s2 7p6 7d10 7f14 7g18 7h22 7i26